# قائمة ملوك الأردن
قائمة ملوك الأردن ملك المملكة الأردنية الهاشمية هو رأس الدولة الأردنية بسلطاتها الثلاث؛ التشريعية والتنفيذية والقضائية. كذلك، فهو القائد الأعلى للقوات المسلحة الأردنية ومن يعين قادة الأجهزة الأمنية؛ المديرية العامة للأمن العام ودائرة المخابرات العامة وغير ذلك. ومن مهامه كذلك الدعوة للانتخابات وإعلانها وتنصيب رئيس الوزراء. ويُختار ملك الأردن من خلال خط الخلافة من خلال اختيار ولي العهد؛ حيث يستطيع الملك اختيار الشخص الذي يراه لائقًا للمنصب من عائلة الملك عبد الله الأول، والذي يُشترط به أيضًا أن يكون مولودًا من زواجٍ شرعيٍّ لأبوين مسلمين. يُذكر أن الملك في الأردن يمارس سلطاته من خلال رئيس الوزراء والوزراء وهم مسؤولون عن أعمالهم أمام مجلس النواب الأردني المنتخب والذي يمنح ثقته أو يحجبها عن الحكومة أو أي عضوٍ منها.
تاريخيًّا، تعود جذور الحكم الملكي في الأردن لعام 1920 م؛ حيث كانت البلاد جزءًا تحت السيطرة المباشرة للمملكة العربية السورية والتي سقطت نهائيًا في 28 تموز 1920 م. بعد ذلك أضحت منطقة شرق الأردن دولة ذات حكم أميري تحت اسم إمارة شرق الأردن عام 1921 م.
استمرت الإمارة لحين استقلال الأردن في الخامس والعشرين من عام 1946 م؛ وهو العام الذي تحولت به الأردن لمملكة تحت اسم المملكة الأردنية الهاشمية وإعلان الأمير عبد الله الأول بن الحسين ملكًا على البلاد الأردنية  بنظام حكم ملكي وراثي نيابي، وهو الشيء الذي تبدل في عهد الملك التالي طلال ليصبح النظام نيابيًّا ملكيًّا وراثيًّا. والعائلة الملكية في الأردن هي من أقدم العائلات الحاكمة التي لا تزال تتداول الحكم في العالم؛ فمنذ عام 1201 م، توارث بنو قتادة الهاشميون حكم الحجاز إلى عام 1925 م، ثم سوريا والعراق والأردن منذ عام 1920 م.
ويرتبط نسب ملوك الأردن بالنسب النبوي من خلال الحسن بن علي ابن كل من علي بن أبي طالب وفاطمة الزهراء؛ فملك الأردن الحالي هو عبد الله بن الحسين بن طلال بن عبدالله الأول بن الشريف الحسين بن علي بن محمد بن عبد المعين بن عون بن محسن بن عبد الله بن الحسين بن عبد الله بن الحسن بن محمد أبو نمي الثاني بن بركات بن محمد بن بركات بن الحسن بن عجلان بن رميثة بن محمد أبو نمي الأول بن الحسن بن علي الأكبر بن قتادة بن إدريس بن مطاعن بن عبد الكريم بن عيسى بن الحسين بن سليمان بن علي بن عبد الله بن محمد الثائر بن موسى الثاني بن عبد الله الرضى بن موسى الجون بن عبد الله المحض بن الحسن المثنى بن الحسن بن علي بن أبي طالب الهاشمي القرشي.

## دليل ألوان
صاحب المدة الأقصر

## القائمة
| الرقم | الملك | المدة                                                                | رئيس الوزراء | ولي العهد                                     |
| ----- | --- | -------------------------------------------------------------------- | --- | --------------------------------------------- |
| 1     | عبد الله الأول بن الحسين (1882 - 1951 م) السن عند تولي المنصب: 64 سنةً و3 أشهرٍ و23 يومًا                                          | من: 25 أيار 1946 حتى: 20 تموز 1951 مدة: 5 سنواتٍ وشهرًا واحدًا و25 يومًا | سمير الرفاعي توفيق أبو الهدى سعيد المفتي | طلال بن عبد الله                              |
|       | |                                                                      | |                                               |
| 2     | نايف بن عبد الله الأول وصي على عرش الملك طلال (1914 - 1983 م) السن عند تولي المنصب: 36 سنةً و8 أشهرٍ و6 أيامٍ                      | من: 20 تموز 1951 حتى: 6 أيلول 1951 مدة: شهرًا واحدًا و17 يومًا          | توفيق أبو الهدى | الحسين بن طلال                                |
| 2     | طلال بن عبد الله (1909 - 1972 م) السن عند تولي المنصب: 42 سنةً و4 أشهرٍ و24 يومًا المدة المتواصلة في المنصب: سنةً واحدةً و22 يومًا    | من: 6 أيلول 1951 حتى: 4 حزيران 1952 مدة: 8 أشهرٍ و29 يومًا             | توفيق أبو الهدى | الحسين بن طلال                                |
| 2     | هيئة النيابة عن الملك طلال | من: 4 حزيران 1952 حتى: 11 آب 1952 مدة: شهران و7 أيامٍ                 | توفيق أبو الهدى | الحسين بن طلال                                |
|       | |                                                                      | |                                               |
| 3     | مجلس الوصاية على عرش الملك الحسين                                                                                               | من: 11 آب 1952 حتى: 2 أيار 1953 مدة: 8 أشهرٍ و21 يومًا                 | توفيق أبو الهدى فوزي الملقي سعيد المفتي هزاع المجالي إبراهيم هاشم سليمان النابلسي حسين الخالدي بهجت التلهوني وصفي التل حسين بن ناصر سعد جمعة عبد المنعم الرفاعي محمد داوود العباسي أحمد طوقان أحمد اللوزي زيد الرفاعي مضر بدران عبد الحميد شرف قاسم الريماوي أحمد عبيدات زيد بن شاكر طاهر المصري عبد السلام المجالي عبد الكريم الكباريتي فايز الطراونة | محمد بن طلال عبد الله بن الحسين الحسن بن طلال |
| 3     | الحسين بن طلال (1935 - 1999 م) السن عند تولي المنصب: 16 سنةً و8 أشهرٍ و28 يومًا المدة المتواصلة في المنصب: 46 سنةً و5 أشهرٍ و27 يومًا | من: 2 أيار 1953 حتى: 7 شباط 1999 مدة: 45 سنةً و9 أشهرٍ و4 أيامٍ         | توفيق أبو الهدى فوزي الملقي سعيد المفتي هزاع المجالي إبراهيم هاشم سليمان النابلسي حسين الخالدي بهجت التلهوني وصفي التل حسين بن ناصر سعد جمعة عبد المنعم الرفاعي محمد داوود العباسي أحمد طوقان أحمد اللوزي زيد الرفاعي مضر بدران عبد الحميد شرف قاسم الريماوي أحمد عبيدات زيد بن شاكر طاهر المصري عبد السلام المجالي عبد الكريم الكباريتي فايز الطراونة | محمد بن طلال عبد الله بن الحسين الحسن بن طلال |
|       | |                                                                      | |                                               |
| 4     | عبد الله الثاني بن الحسين (1962 م - ) السن عند تولي المنصب: 37 سنةً و8 أيامٍ                                                      | من: 7 شباط 1999 م حتى: الآن مدة: 26 سنةً و5 أشهرٍ و18 يومًا             | عبد الرؤوف الروابدة علي أبو الراغب فيصل الفايز عدنان بدران معروف البخيت نادر الذهبي سمير الرفاعي عون الخصاونة فايز الطراونة عبد الله النسور هاني الملقي عمر الرزاز بشر الخصاونة جعفر حسان | حمزة بن الحسين الحسين بن عبد الله             |

## التعليقات
- ملك الأردن الحالي: عبد الله الثاني منذ 7 شباط 1999 م.
- عدد ملوك الأردن منذ عام 1946 م: 4 ملوك.
- عدد ملوك الأردن المتوفين وفاة غير طبيعية: ملك واحد هو عبد الله الأول بن الحسين توفي اغتيالًا.
- أقدم تاريخ ميلاد لملك: عبد الله الأول بن الحسين (1882).
- أحدث تاريخ ميلاد لملك: عبد الله الثاني بن الحسين (1962).
- أطول الملوك مدة في الحكم:الحسين بن طلال (46 سنةً و5 أشهرٍ و27 يومًا).
- أقصر الملوك مدة في الحكم:طلال بن عبد الله (سنة واحدة و22 يومًا).
- أكبر الملوك سنًّا عند تولي المنصب:عبد الله الأول بن الحسين ( 64 سنةً و3 أشهرٍ و23 يومًا).
- أصغر الملوك سنًّا عند تولي المنصب:الحسين بن طلال ( 16 سنةً و8 أشهرٍ و28 يومًا).
- عدد ملوك الأردن المعزولين عن المنصب: ملك واحد هو طلال بن عبد الله.

## وصلات خارجية
- شجرة العائلة الهاشمية نسخة محفوظة 12 يونيو 2018 على موقع واي باك مشين.